# Historical Dictionaries of Ancient Civilizations and Historical Eras
Historical Dictionaries of Ancient Civilizations and Historical Eras ist eine wissenschaftliche Buchreihe mit historischen Lexika zu verschiedenen alten Kulturen und historischen Zeitaltern, die seit 1999 bei der Scarecrow Press erscheint. Bisher erschienen über zwanzig Bände. Herausgeber der Reihe (Series Editor) ist Jon Woronoff.

## Übersicht
- 1. Ancient Egypt, Morris L. Bierbrier, 1999.
- 2. Ancient Mesoamerica, Joel W. Palka, 2000.
- 3. Pre-Colonial Africa, Robert O. Collins, 2001.
- 4. Byzantium, John H. Rosser, 2001.
- 5. Medieval Russia, Lawrence N. Langer, 2001.
- 6. Napoleonic Era, George F. Nafziger, 2001.
- 7. Ottoman Empire, Selcuk Aksin Somel, 2003.
- 8. Mongol World Empire, Paul D. Buell, 2003.
- 9. Mesopotamia, Gwendolyn Leick, 2003.
- 10. Ancient and Medieval Nubia, Richard A. Lobban Jr., 2003.
- 11. The Vikings, Katherine Holman, 2003.
- 12. The Renaissance, Charles G. Nauert, 2004.
- 13. Ancient Israel, Niels Peter Lemche, 2004.
- 14. The Hittites, Charles Burney, 2004.
- 15. Early North America, Cameron B. Wesson, 2005.
- 16. The Enlightenment, Harvey Chisick, 2005.
- 17. Cultural Revolution, Guo Jian, Yongyi Song, and Yuan Zhou, 2006.
- 18. Ancient Southeast Asia, John N. Miksic, 2007.
- 19. Medieval China, Victor Cunrui Xiong, 2008.
- 20. Medieval India, Iqtidar Alam Khan, 2008 (Online)

[...]
- 25. Historical dictionary of modern China (1800-1949), James Z. Gao, 2009